# Медаль «За заслуги в освоении атомной энергии»
Меда́ль «За заслу́ги в освое́нии а́томной эне́ргии» — государственная награда Российской Федерации. Медалью награждаются граждане за заслуги в развитии атомной отрасли.

## Положение о медали

### Основания для награждения
1. Медалью «За заслуги в освоении атомной энергии» награждаются граждане за заслуги в области исследования, освоения и использования атомной энергии, большой вклад в обеспечение ядерной и радиационной безопасности, подготовку кадров, научную и конструкторскую деятельность, а также за иные достижения в области освоения атомной энергии, направленные на всестороннее социально-экономическое развитие Российской Федерации, укрепление её обороноспособности и обеспечение национальных интересов, расширение международного сотрудничества.
 Награждение медалью «За заслуги в освоении атомной энергии», как правило, производится при условии наличия у гражданина Российской Федерации, представленного к медали, наград федеральных органов государственной власти, иных федеральных государственных органов или органов государственной власти субъектов Российской Федерации.
2. Медалью «За заслуги в освоении атомной энергии» могут быть награждены и иностранные граждане за особые заслуги в развитии атомной отрасли Российской Федерации.

### Порядок ношения
- Медаль «За заслуги в освоении атомной энергии» носится на левой стороне груди и при наличии других медалей Российской Федерации располагается после медали «За развитие железных дорог».
- Для особых случаев и возможного повседневного ношения предусматривается ношение миниатюрной копии медали «За заслуги в освоении атомной энергии», которая располагается после миниатюрной копии медали «За развитие железных дорог».
- При ношении на форменной одежде ленты медали «За заслуги в освоении атомной энергии» на планке она располагается после ленты медали «За развитие железных дорог».

## Описание медали

### Медаль
Медаль «За заслуги в освоении атомной энергии» из серебра. Она имеет форму круга диаметром 32 мм с выпуклым бортиком с обеих сторон.
На лицевой стороне медали — изображение стилизованного символического знака атома, расположенного над изображениями атомного ледокола, атомной подводной лодки и атомной электростанции. Все изображения на лицевой стороне медали рельефные.
На оборотной стороне медали — надпись рельефными буквами: «ЗА ЗАСЛУГИ В ОСВОЕНИИ АТОМНОЙ ЭНЕРГИИ», под ней — номер медали.
Медаль при помощи ушка и кольца соединяется с пятиугольной колодкой, обтянутой шёлковой, муаровой лентой с тремя равными по ширине продольными полосами: две — светло-синего цвета по краям и одна — красного цвета посередине. Между полосами и по краям ленты — узкие белые полоски. Ширина ленты — 24 мм, ширина белых полосок — 1 мм.

### Планка и миниатюра
- При ношении на форменной одежде ленты медали «За заслуги в освоении атомной энергии» используется планка высотой 8 мм, ширина ленты — 24 мм.
- Миниатюрная копия медали «За заслуги в освоении атомной энергии» носится на колодке. Диаметр миниатюрной копии медали — 16 мм.

## История награды
Медаль «За заслуги в освоении атомной энергии» учреждена Указом Президента Российской Федерации от 16 марта 2015 года № 133 «Об учреждении медали „За заслуги в освоении атомной энергии“ и установлении почётного звания „Заслуженный работник атомной промышленности Российской Федерации“».
Тем же указом утверждены Положение о медали и её описание.

## Награждения
1. Награждение медалью по годам:
| 2016 | 2017 | 2018 | 2019 | 2020 | 2021 | Всего |
| ---- | ---- | ---- | ---- | ---- | ---- | ----- |
| 24   | 8    | 12   | 23   | 34   | 9    | 110   |